# Matter of Dayz
Albums de Daz Dillinger
Who Ride wit Us: Tha Compalation, Vol. 4
(2009) D.A.Z.
(2011)
Matter of Dayz est le douzième album studio de Daz Dillinger, sorti le 30 novembre 2010.

## Liste des titres
| No  | Titre                                                 | Contient un (des) sample(s) de                                       | Durée |
| --- | ----------------------------------------------------- | -------------------------------------------------------------------- | ----- |
| 1.  | Gott Damn!!!                                          |                                                                      | 3:56  |
| 2.  | I'm Hard                                              |                                                                      | 3:57  |
| 3.  | Niggaz Knooo                                          | Machine Gun Funk de The Notorious B.I.G.                             | 4:39  |
| 4.  | Matter of Dayz (featuring Kurupt)                     |                                                                      | 2:53  |
| 5.  | X'sposed 2 tha Game (featuring Dolla Boy et Kurupt)   | Initiated de Daz Dillinger featuring Tha Dogg Pound, Outlawz et 2Pac | 4:39  |
| 6.  | We Don't Die We Multiply (featuring Goldie Loc)       |                                                                      | 4:27  |
| 7.  | Pussy Azz Nigga                                       |                                                                      | 4:39  |
| 8.  | In tha Caddilac (featuring Snoop Dogg et Hustle Boyz) |                                                                      | 4:48  |
| 9.  | Freeze                                                |                                                                      | 4:17  |
| 10. | Keep It Gangsta                                       |                                                                      | 4:09  |